# Бугурусланское лётное училище гражданской авиации
Бугурусланское лётное училище гражданской авиации имени П. Ф. Еромасова (БЛУГА) — лётное училище (колледж), расположенное в городе Бугуруслан Оренбургской области. С 2008 года — филиал Санкт-Петербургского государственного университета гражданской авиации.
Училище готовит пилотов гражданской авиации. Учебно-тренировочные полёты проводятся на посадочных площадках с базированием (на бывших аэродромах) Бугуруслан-Главный и Бугуруслан-Северный, а также на 5 посадочных площадках без базирования (в том числе Баймаково, Завьяловка, Асекеево).

## История
Училище создано 16 декабря 1940 года по Постановлению Совета Народных Комиссаров СССР от 5 ноября 1940 года № 2263-976, на основании которого был издан Приказ Главного управления гражданского воздушного флота № 112 от 16 декабря 1940 года. В стране тогда были созданы 47 учебных эскадрилий,  две из которых: базировавшаяся в  Актюбинске 41-я и 121-я в Минске — стали основой будущего Бугурусланского училища.
2 марта 1943 года эти эскадрильи в соответствии с приказом № 034 начальника ГУ ГВФ были объединены в Актюбинскую школу пилотов ГВФ, которую возглавил подполковник Виктор Семёнович Калгин. Курсантов учили на самолетах У-2 (По-2). 
5 апреля 1945 года приказом начальника ГУ ГВФ № 092 авиашкола была перебазирована в город Кривой Рог. 
В 1947 г. начальником авиашколы стал Герой Советского Союза гвардии майор Павел Викторович Можейко. 18 августа 1947 года Криворожская школа пилотов ГВФ переименована в лётное училище ГВФ, которое возглавил полковник Василий Михеевич  Лазуко. С 1940-го по 1949 год училище подготовило 2085 пилотов. 
18 апреля 1951 года приказом начальника ГУ ГВФ № 0120 училище из Кривого Рога перебазируется в город Бугуруслан, куда ранее, в октябре 1945 года, уже были перебазированы Павлодарская школа пилотов ГВФ и 4-я Сыр-Дарьинская авиационная эскадрилья. Школа была переименована в училище гражданского воздушного флота (ГВФ). 17 ноября 1947 года Бугурусланское училище ГВФ (Приказ ГУ ГВФ № 168) перебазировалось в заволжский посёлок Красный Кут, на базу ранее располагавшегося здесь Качинского военного училища лётчиков, так было создано Краснокутское лётное училище гражданской авиации.
27 сентября 1947 года на базе существовавшего Летного центра и Курсов высшей летной подготовки в Бугуруслане создана Школа высшей летной подготовки (ШВЛП), которая в 1950 г. была перебазирована в Ульяновск. Весной 1950 г. в Ульяновск приехали преподаватели учебно-летного
отдела, а затем на территорию Ульяновской летной школы перебазировались наземные службы и летные отряды Бугурусланской ШВЛП. В Бугуруслане было три летных отряда: 2-й и 3-й с самолетами Ли-2 перебазировались сразу, а 1-й с самолетами Ил-12 — весной 1951 года.
Нынешнее училище возникло на основе Криворожского лётного училища ГВФ (созданного в 1940 году как 121-я учебная авиаэскадрилья гражданского воздушного флота), перебазированного из Кривого Рога в Бугуруслан в 1951 году (в те годы обучение курсантов училища осуществлялось на самолётах По-2). Учебно-тренировочные полёты были организованы на грунтовом аэродроме «Бугуруслан-Главный», непосредственно примыкающем к территории училища (в юго-восточной части города в рабочем посёлке Александровка).
С 1955 года училище готовило пилотов также на самолётах Як-12Р, с 1956 года — на самолётах Як-12М.
В 1959 году самолёты По-2 для первоначального обучения курсантов заменены на самолёты Як-18А. С 1961 года выпускным типом самолёта в училище стал Ан-2.
В 1965 году Бугурусланскому лётному училищу ГА присвоено имя лётчика, Героя Советского Союза, Петра Фёдоровича Еромасова.
С 1974 года использовались четырехместные самолеты Як-18Т. Характерной особенностью было что пилоты сидели рядом, а не друг за другом и управление рулем высоты и элеронами осуществлялось не ручкой, а штурвалом как на всех гражданских самолетах того времени.
В 1974 году Министерством Гражданской Авиации СССР принято решение готовить пилотов в Бугурусланском лётном училище ГА на самолётах Як-40.
В 1975 году было начато проектирование нового аэродрома «Бугуруслан-Северный» с искусственной взлётно-посадочной полосой размерами 2200×45 м (максимальный взлётный вес воздушного судна 100 тонн), который был построен в начале 1980-х годов в 8 километрах северо-западнее города Бугуруслан вблизи села Карповка.
В 1976 году училище получило 17 самолётов Як-40. В течение 1976 года были оборудованы средствами посадки (ОСП) для полётов самолётов
Як-40 два грунтовых аэродрома — «Бугуруслан-Главный» (длина ВПП 1560 м) и «Асекеево» (длина ВПП 2020 м).
В 1977 году были выпущены первые 73 пилота на самолётах Як-40. Первоначальная подготовка линейных пилотов на самолётах с газотурбинными двигателями была осуществлена впервые в мировой практике гражданской авиации.
В 1970—1980 годах из училища выпускалось ежегодно по 550—650 пилотов-выпускников. Максимальный выпуск пилотов из училища был в 1972 году — 864 человек, в 1978 году — 636, в 1984 году — 410, в 1991 году — 307, в 1997 году — 100, в 2000 — 60 человек. До 1990-х годов парк самолётов Ан-2 в училище насчитывал свыше семидесяти единиц. В 2001 году самолёты Як-40 были списаны, аэродром «Бугуруслан-Северный» законсервирован.
В советский период Бугурусланским лётным училищем гражданской авиации здания использовался комплекс зданий постройки второй половины XIX века, прежде принадлежавший Духовной семинарии. В этих зданиях, расположенных по адресу улица Ленинградская, 9, размещались общежития и учебный отдел. В 1990-х годах здания были заброшены и пришли в обветшалое состояние, а в 2004 году были внесены в Список выявленных объектов культурного наследия Оренбургской области.
В 2008 году училище было реорганизовано в филиал СПб ГУ ГА.
В 2009 году в училище поступило 120 человек, возобновлена эксплуатация аэродрома «Бугуруслан-Северный», где проводились учебные полёты на самолётах Cessna 172 и М-101Т (эти самолёты эксплуатировались до 2012 года).
В 2011 году училище отметило 70-летие.
В 2012 году в училище поступило 80 человек, обучение началось на самолёте DA-40.
По состоянию на 15 января 2014 года за весь период существования училища из него выпущено 21 550 пилотов.
В 2014—2015 годах училище получило современные комплексные тренажёры различных типов самолётов, выполнен ремонт в курсантских общежитиях, учебной части, столовой, на посадочной площадке (бывший аэродром) «Бугуруслан-Северный» реконструирован командно-диспетчерский пункт и построен отапливаемый ангар для обслуживания и ремонта самолётов.
В 2014 году в училище поступило 104 человека, сдано новое курсантское общежитие, смонтирована светосигнальная система ОМИ на посадочной площадке «Бугуруслан-Главный».
В 2015 году училище отметило 75-летний юбилей.

## Современное состояние
На 2018 год училище располагало парком самолётов: одномоторные Diamond DA-40 NG — 44 единицы, двухдвигательные Diamond DA42 Twin Star — 8 единиц. Самолёты Ан-2 выведены из эксплуатации.
Посадочная площадка Бугуруслан-Главный (индекс UWWB): ВПП 11/29 размером 1108×80 м (грунт); ВПП 17/35 размером 802×80 м (грунт). Максимальная взлётная масса воздушного судна 16 т. Заход на посадку визуальный, а на ВПП 35 возможен заход по приборам с использованием ОПРС (отдельной приводной радиостанции).
Посадочная площадка Бугуруслан-Северный (индекс UWWZ): ВПП 01Л/19П размером 2200×45 м (бетон), классификационное число (PCN) 13/R/B/W/U; ВПП 01П/19Л размером 2400×75 м (грунт). Принимает самолёты 4 класса и вертолёты всех типов. Заход на посадку визуальный либо по приборам по системе ОСП с обоими курсами (с использованием дальней и ближней приводной радиостанции).
Посадочная площадка Асекеево: лётное поле размером 1500х900 м (грунт), ВПП размером 1000х40 м. Учебный старт устанавливается в зависимости от направления ветра. Принимает воздушные суда массой до 10 тонн.
Посадочная площадка Баймаково: лётное поле в форме неправильного многоугольника (грунт), ВПП размером 1000х40 м. Учебный старт устанавливается в зависимости от направления ветра. Принимает воздушные суда массой до 10 тонн.
Посадочная площадка Завьяловка: лётное поле в форме неправильного многоугольника (грунт), ВПП размером 600х70 м. Учебный старт устанавливается в зависимости от направления ветра. Принимает воздушные суда массой до 10 тонн.

## Известные выпускники
Восемь выпускников училища удостоены высокого звания Героя Социалистического труда:
Никитенко, Константин Сергеевич — командир 235 лётного отряда;
Ахметвалеев, Леонид Нургалович — командир вертолёта Ми-8;
Музыка, Владимир Васильевич — командир вертолёта Ми-8;
Рябинин, Николай Павлович — командир Ил-62;
Щекаев, Владимир Александрович — командир Ту-154;
Яковенцев, Анатолий Александрович — командир Ан-2;
Бугаев, Борис Павлович — дважды Герой — бывший министр гражданской авиации;
Митяшин, Михаил Ильич — бывший начальник Якутского управления, а затем начальник Актюбинского высшего лётного училища
Три выпускника Бугурусланского лётного училища ГА удостоены звания Героя России:
Новосёлов, Евгений Геннадьевич, выпускник БЛУГА 1991 года.
Указом Президента Российской Федерации№ 1217 от 8 октября 2010 года за мужество и героизм, проявленные при исполнении служебного долга в экстремальных условиях, командиру экипажа, Е. Г. Новосёлову было присвоено звание Героя Российской Федерации с вручением знака особого отличия — медали «Золотая Звезда».
7 сентября 2010 года, экипаж совершил вынужденную посадку на неисправном самолёте Ту-154 (который на высоте более 10 километров остался без электричества, почти без топлива) в закрытом для использования аэропорту Ижма (Республика Коми), на заброшенную взлётно-посадочную полосу. Благодаря самоотверженной работе экипажа, грамотным действиям и мужеству пилотов были спасены жизни 72 пассажиров и 9 членов экипажа. Продолжает работать в компании «АЛРОСА».
Юсупов Дамир Касимович, выпускник БЛУГА 2013 года.
Мурзин, Георгий Александрович, выпускник БЛУГА 2017 года.
15 августа 2019 года самолёт «Уральских авиалиний» Airbus A321-211 следовал привычным маршрутом Москва — Симферополь. Борт вылетел из аэропорта Жуковский ранним утром, однако был вынужден совершить экстренную посадку вскоре после взлёта. Причиной стало попадание стаи чаек в двигатель воздушного судна. 226 пассажиров, 7 членов экипажа — все они остались живы благодаря пилотам Дамиру Юсупову и Георгию Мурзину. Именно они, как настоящие герои, приняли, пожалуй, самое сложное решение в жизни — сажать лайнер с выключенными двигателями и без шасси на кукурузное поле. Пилоты сумели быстро сориентироваться и спасти жизни более 200 человек.
Указом президента Российской Федерации от 16 августа 2019 года № 390 за мужество и героизм, проявленные при исполнении служебного долга в экстремальных условиях, Юсупову Дамиру Касимовичу присвоено звание Героя Российской Федерации с вручением знака особого отличия — «Золотая Звезда». Этим же указом звание Героя присвоено второму пилоту Г. А. Мурзину.
Золотые звёзды вручены в Кремле Президентом России Владимиром Путиным 21 ноября 2019 года.

## Аварии и катастрофы
18 июня 2015 года принадлежавший училищу самолёт Diamond DA40 потерпел катастрофу, находившиеся на борту инструктор и курсант погибли.